# Zaire Nunes Pereira
Zaire Nunes Pereira (Taquara, 23 de julho de 1922 — , 23 de agosto de 1986) foi um político brasileiro.
Foi eleito deputado estadual em 3 de outubro de 1958, pelo PTB, para a 40ª Legislatura da Assembleia Legislativa do Rio Grande do Sul, de 1959 a 1963.